# Hornets de Pittsburgh
Pour les articles homonymes, voir Hornets.
Les Hornets de Pittsburgh sont une franchise de hockey sur glace de la Ligue américaine de hockey qui a évolué de 1936 à 1956 puis de 1961 à 1967. Les Hornets étaient basés à Pittsburgh en Pennsylvanie aux États-Unis dans la patinoire des Pirates de Pittsburgh, le Duquesne Gardens, puis dans la patinoire du Civic Arena, futur domicile des Penguins de Pittsburgh. Les Hornets ont remporté à trois reprises la Coupe Calder en 1952, 1955 et 1967.
L’équipe des Hornets est une des trois franchises de hockey sur glace de la ville à avoir évolué dans une ligue professionnelle importante d’Amérique du Nord.

## Histoire
Le 4 octobre 1936 la franchise des Olympics de Détroit est vendue et transférée à Pittsburgh. La nouvelle franchise fait ses débuts au sein de la Ligue internationale américaine de hockey (qui deviendra plus tard la Ligue américaine de hockey) pour la saison 1936-1937.
Précédemment, la ville de Pittsburgh était représentée dans le monde du hockey sur glace par les franchises des Shamrocks de la Ligue internationale de hockey et des Yellow Jackets de l'Eastern Amateur Hockey League.
Ils remportent à deux reprises la Coupe Calder en 1952 et en 1955. Ils jouent ainsi jusqu'au début de la saison 1955-1956, année où leur patinoire est démolie. Les Hornets déménagent alors à Rochester pour devenir les Americans de Rochester.
En 1961, la construction de la nouvelle patinoire de Pittsburgh est finie, elle a coûté 22 millions de dollars. Le Civic Arena accueille ainsi une nouvelle franchise qui reprend le nom des Hornets et rejoint la LAH pour la saison 1961-1962. La nouvelle franchise décide alors de s’affilier avec les Maple Leafs de Toronto de la Ligue nationale de hockey afin de profiter de l’expérience de certains joueurs de la franchise de la LNH. L’équipe joue dans la LAH jusqu'à l'expansion en 1967 de la Ligue nationale de hockey et la création d'une nouvelle franchise, les Penguins.
Au cours leur dernière saison, la franchise est dirigée par Aldege Bastien, ancien gardien de but vedette de l’équipe reconverti en tant qu’entraîneur. Ils remportent leur troisième titre de champion de la LAH ainsi que leur troisième Coupe Calder en battant les Americans de Rochester sur le score de quatre matchs à zéro. La première équipe des Penguins est composée de neuf des joueurs de Hornets, champion de la Coupe Calder.

## Trophées
Cette section présente les trophées gagnés par les joueurs et par la franchise.

### Trophées d'équipe
Trophée John-D.-Chick
Ce trophée récompense le champion de la division Ouest de la LAH.
- 1964 et 1967

Trophée F.-G.-« Teddy »-Oke
Ce trophée récompense le champion de la division Est. Cela dit du temps où la ligue ne comptait qu’une seule division (de 1953 à 1961 puis en 1967), il récompensait le champion de la LAH. Ainsi, les Hornetsont remporté ce trophée à plusieurs reprises en 1952, 1955 et 1967.
Coupe Calder
La Coupe Calder est l’ultime trophée de la LAH décerné à l’équipe qui remporte les séries éliminatoires. À chaque fois que les Hornets ont gagné le titre de champion de la saison, ils ont également remporté la Coupe Calder (en 1952, 1955 et 1967).

### Trophées individuels
Trophée Harry-« Hap »-Holmes
Ce trophée, introduit en 1947, récompense jusqu'en 1971, le gardien avec la plus petite moyenne de buts alloués (et ayant joué au moins 50 % des parties de son équipe en saison régulière). En 1972, il est attribué au(x) gardien(s) de l'équipe ayant encaissé le moins de buts (et ayant joué au moins 25 parties).
- Aldege Bastien le remporte lors des deux premières éditions en 1948 et 1949
- Gil Mayer remporte également ce trophée à plusieurs reprises : en 1951, 1953, 1954, 1955 et 1956
- Roger Crozier est le dernier gardien des Hornets à remporter le trophée Holmes en 1964

Trophée Eddie-Shore
Le trophée Eddie-Shore est attribué annuellement au meilleur défenseur de la saison. Le trophée a été remis pour la première fois en 1959. Bob McCord est le seul Hornets à avoir gagné ce trophée. Il l’a remporté lors de la dernière saison de la franchise en 1967.
Trophée Dudley-« Red »-Garrett
Le trophée Garret est remis au meilleur joueur dans sa première saison dans la LAH, on parle alors de meilleure recrue. Roger Crozier, gardien de but de l’équipe, remporte ce trophée en 1964.
Trophée John-B.-Sollenberger
Le trophée Sollenberg récompense le meilleur pointeur de la saison. Il est remis la première fois en 1948 sous le nom de trophée Wally Kilrea. Sid Smith et ses 112 points remporte en 1949 le trophée qui ne porte déjà plus le nom de Kilrea mais celui de Carl Liscombe, vainqueur la saison précédente. En 1939, le trophée n'existe pas mais si cela avait été le cas Don Deacon l'aurait remporté avec ses 65 points.

## Statistiques
Nota :  PJ = parties jouées, V = victoires, D = défaites, N = matchs nuls, Pts = points, %V = pourcentage de victoire sur la saison, BP = buts pour, BC = buts contre.
| Saison    | PJ | V  | D  | N  | Pts | %V      | BP  | BC  | Classement         | Séries éliminatoires                                                         |
| --------- | -- | -- | -- | -- | --- | ------- | --- | --- | ------------------ | ---------------------------------------------------------------------------- |
| 1935-36   | 46 | 18 | 27 | 1  | 37  | 40,20 % | 137 | 170 | 4e division Ouest  | Non qualifiés                                                                |
| 1936-1937 | 48 | 22 | 23 | 3  | 47  | 49,00 % | 122 | 124 | 2e division Ouest  | --                                                                           |
| 1937-1938 | 48 | 22 | 18 | 8  | 52  | 54,20 % | 100 | 104 | 2e division Ouest  | --                                                                           |
| 1938-1939 | 54 | 22 | 28 | 4  | 48  | 44,40 % | 176 | 166 | 4e division Ouest  | --                                                                           |
| 1939-1940 | 56 | 25 | 22 | 9  | 59  | 52,70 % | 152 | 133 | 3e division Ouest  | - Providence                                                                 |
| 1940-1941 | 56 | 21 | 29 | 6  | 48  | 42,90 % | 156 | 170 | 3e division Ouest  | 2-1 Springfield - 1-2 Hershey                                                |
| 1941-1942 | 56 | 23 | 28 | 5  | 51  | 45,50 % | 210 | 223 | 5e division Ouest  | Non qualifiés                                                                |
| 1942-1943 | 56 | 26 | 24 | 6  | 58  | 51,80 % | 183 | 203 | 3e division Ouest  | 0-2 Indianapolis                                                             |
| 1943-1944 | 52 | 12 | 31 | 9  | 33  | 31,70 % | 140 | 181 | 3e division Ouest  | Non qualifiés                                                                |
| 1944-1945 | 60 | 26 | 7  | 27 | 59  | 65,80 % | 267 | 247 | 3e division Ouest  | Non qualifiés                                                                |
| 1945-1946 | 62 | 30 | 22 | 10 | 70  | 56,50 % | 262 | 226 | 2e division Ouest  | 2-1 Hershey 1-2 Cleveland                                                    |
| 1946-1947 | 64 | 35 | 19 | 10 | 80  | 62,50 % | 260 | 188 | 3e division Ouest  | 2-1 New Haven 2-0 Buffalo 3-4 Hershey                                        |
| 1947-1948 | 68 | 38 | 18 | 12 | 88  | 64,70 % | 238 | 170 | 2e division Ouest  | 0-2 New Haven                                                                |
| 1948-1949 | 68 | 39 | 19 | 10 | 88  | 64,70 % | 301 | 175 | 4e division Ouest  | Non qualifiés                                                                |
| 1949-1950 | 70 | 29 | 26 | 15 | 73  | 52,10 % | 215 | 185 | 4e division Ouest  | Non qualifiés                                                                |
| 1950-1951 | 71 | 31 | 33 | 7  | 69  | 48,60 % | 212 | 177 | 3e division Ouest  | 3-0 Springfield 3-0 Hershey 3-4 Cleveland                                    |
| 1951-1952 | 68 | 46 | 19 | 3  | 95  | 69,90 % | 267 | 179 | 1er division Ouest | 4-1 Hershey Qualifié d’office pour la finale 4-2 Providence 1re Coupe Calder |
| 1952-1953 | 64 | 37 | 21 | 6  | 80  | 62,50 % | 223 | 149 | 2e de la LAH       | 3-0 Hershey -- 3-4 Cleveland                                                 |
| 1953-1954 | 70 | 34 | 31 | 5  | 73  | 52,10 % | 250 | 222 | 4e de la LAH       | 2-3 Hershey                                                                  |
| 1954-1955 | 64 | 31 | 25 | 8  | 70  | 54,70 % | 187 | 180 | 1er de la LAH      | 3-1 Springfield -- 4-2 Buffalo 2e Coupe Calder                               |
| 1955-1956 | 64 | 43 | 17 | 4  | 90  | 70,30 % | 271 | 186 | 2e de la LAH       | 1-3 Cleveland                                                                |
|           |    |    |    |    |     |         |     |     |                    |                                                                              |
| 1961-1962 | 70 | 10 | 58 | 2  | 22  | 15,70 % | 177 | 367 | 4e division Ouest  | Non qualifiés                                                                |
| 1962-1963 | 72 | 20 | 48 | 4  | 44  | 30,60 % | 200 | 317 | 4e division Ouest  | Non qualifiés                                                                |
| 1963-1964 | 72 | 40 | 29 | 3  | 83  | 57,60 % | 242 | 196 | 1er division Ouest | 1-4 Québec                                                                   |
| 1964-1965 | 72 | 29 | 36 | 7  | 65  | 45,10 % | 228 | 256 | 3e division Ouest  | 1-3 Buffalo                                                                  |
| 1965-1966 | 72 | 38 | 33 | 1  | 77  | 53,50 % | 236 | 218 | 3e division Ouest  | 0-3 Cleveland                                                                |
| 1966-1967 | 72 | 41 | 21 | 10 | 92  | 63,90 % | 282 | 209 | 1er division Ouest | 4-1 Hershey -- 4-0 Rochester 3e Coupe Calder                                 |
| Saison    | PJ | V  | D  | N  | Pts | %V      | BP  | BC  | Classement         |                                                                              |